# 溫子紹
溫子紹（1800年—1907年），字瓞園，廣東廣州府順德縣人，清朝政治人物，中國「蚊子船」之父。出生于順德龍山鄉陳湧一個仕宦世家。祖父為嘉慶年間兵部侍郎溫汝適，父溫承悌曾任刑部主事，先後娶34位夫人，有45個子女。

同治十二年（1873年），與十三行聯泰號合作，成功造出一後膛七響連環快槍，三月被兩廣總督瑞麟委任官拜五品「在籍候選員外郎」的他為第一任的廣東軍裝機器局總辦。機器局從1874年到1882年間一共造出了27艘輪船與炮艇。

光緒五年（1879年）由「在籍候選員外郎」升任「候選花翎員外郎加捐三品銜江蘇試用道」，稍後兩廣總督劉坤一又有以《在籍紳氏督辦機器出力請加恩賞片》保舉，由光緒皇帝批准賞了「二品頂戴」。十二月捐資試造第一艘國產「倫道爾式炮艇（蚊子船）」—「海東雄」號，光緒六年（1880年）六月完成，造價用不到從海外採購的四分之一。